# Ben Garrod
Ben Garrod (* 29. Januar 1982 in Great Yarmouth, England) ist ein britischer Evolutionsbiologe und Primatologe, der für seine Arbeit zum Schutz von Menschenaffen bekannt ist. Er ist auch Autor und Fernsehpräsentator, der regelmäßig als Wissenschaftsmoderator in BBC-Sendungen auftritt. Garrod ist seit 2019 Professor für Evolutionsbiologie an der University of East Anglia.

## Leben
Garrod wurde in Great Yarmouth geboren, wo er das East Norfolk Sixth Form College besuchte. Seine Eltern sind Stewards im Great Yarmouth and Caister Golf Club.
2002 schrieb sich Garrod für sein Grundstudium an der Anglia Ruskin University ein, wo er 2005 den Bachelor of Science mit Auszeichnung (BSc (Hons)) in Tierverhalten erwarb. 2009 graduierte er zum Master of Science in Wildtierbiologie am Royal Veterinary College. 2017 wurde er unter der Leitung von Helen Chatterjee mit der Dissertation Primates of the Caribbean: using historical-era introduction of monkeys in the Lesser Antilles to understand patterns of island evolution, die sich mit der Evolution von Affen auf tropischen Inseln befasst, am University College London und der Zoological Society of London zum Ph.D. promoviert.
Garrod hat wissenschaftliche Artikel in den Bereichen Primatenpathologie und Osteoarchäologie veröffentlicht.
Garrod verbrachte mehrere Jahre im Westen Ugandas, wo er für das Jane-Goodall-Institut an der Entwicklung und Verwaltung einer führenden Feldstation für den Schutz von Schimpansen arbeitete und unter anderem für die Auswilderung von Schimpansen verantwortlich war. Zudem arbeitete er in Südostasien für eine Orang-Utan-Schutzorganisation auf Sumatra, in Madagaskar zur Erforschung der Meeresfauna und in der Karibik zur Erforschung eingeführter Affen.
Garrod ist unter anderem Treuhänder des britischen Jane-Goodall-Instituts, Botschafter des Norfolk Wildlife Trust, Botschafter der Bristol Museum & Art Gallery, Schirmherr der Natural Sciences Collections Association (NatSCA), Botschafter der Marine Conservation Society sowie Fellow der Linnean Society of London.

### Mediales Wirken
Garrod hat eine Fernsehserie und mehrere Fernsehsendungen moderiert, darunter Attenborough and the Giant Dinosaur mit David Attenborough, Baby Chimp Rescue, und Springwatch mit Chris Packham, zusätzlich zu zwei seiner eigenen Serien: Secrets of Bones und Secrets of Skin auf BBC Four. Er hat auch zahlreiche Kurzfilme in der The One Show präsentiert.
Garrod hat einen TEDx-Vortrag gehalten und ist regelmäßig Redner auf Konferenzen, öffentlichen Diskussionen und Wissenschaftsfestivals, darunter das Cheltenham Science Festival. Zudem schreibt er wissenschaftliche Artikel für The Guardian und The Conversation.
Garrod gab auch mehrere von Gabriel Ugueto illustrierte Bücher über Dinosaurier und andere ausgestorbene Tiere heraus, die sich an Kinder und Jugendliche richten.

## Schriften
- So You Think You Know About: Triceratops?, 2018
- So You Think You Know About: Tyrannosaurus Rex?, 2018
- So You Think You Know About: Velociraptor?, 2018
- So You Think You Know About: Diplodocus?, 2018
- So You Think You Know About: Stegosaurus?, 2018
- So You Think You Know About: Spinosaurus?, 2018
- A Grown-Up Guide to Dinosaurs: An Audible Original (Hörbuch, Audible, 2019)
- The Chimpanzee & Me, 2019
- Extinct the Story of Life on Earth: Hallucigenia, 2021
- Extinct the Story of Life on Earth: Trilobite, 2021
- Extinct the Story of Life on Earth: Lisowicia, 2021
- Extinct the Story of Life on Earth: Tyrannosaurus rex, 2021
- Extinct the Story of Life on Earth: Dunkleosteus, 2022
- Extinct the Story of Life on Earth: Hainan Gibbon, 2022
- Extinct the Story of Life on Earth: Megalodon, 2022
- Extinct the Story of Life on Earth: Thylacine, 2022
- Microraptor (Ultimate Dinosaurs), 2023
- Tyrannosaurus rex (Ultimate Dinosaurs), 2023
- Velociraptor (Ultimate Dinosaurs), 2023
- Stegosaurus (Ultimate Dinosaurs), 2023
- Ankylosaurus (Ultimate Dinosaurs), 2023
- Triceratops (Ultimate Dinosaurs), 2023
- Spinosaurus (Ultimate Dinosaurs), 2023
- Diplododcus (Ultimate Dinosaurs), 2023
- Jack-Jack, A Dog in Africa, 2024